# Głową w mur (film)
Głową w mur (niem. Gegen die Wand) – niemiecko-turecki melodramat z 2004 roku w reżyserii i według scenariusza Fatiha Akına.
Światowa premiera filmu miała miejsce 12 lutego 2004 roku podczas 54. MFF w Berlinie, gdzie film był wyświetlany w konkursie głównym. Na festiwalu tym obraz otrzymał nagrodę główną − Złotego Niedźwiedzia.
Polska premiera filmu odbyła się 9 października 2004 roku podczas 20. Warszawskiego Międzynarodowego Festiwalu Filmowego. 5 marca 2005 roku dystrybutor Kino Świat wprowadził film na ekrany polskich kin.

## Fabuła
Czterdziestoletni Cahit po nagłej śmierci żony usiłuje popełnić samobójstwo wjeżdżając rozpędzonym autem w betonowy mur. Przeżywszy wypadek, trafia do ośrodka psychiatrycznego. Tutaj poznaje Sibel; dziewczyna usiłuje wyrwać się z więzów ortodoksyjnej rodziny. Proponuje Cahitowi "białe małżeństwo", które pozwoli jej uwolnić się od tradycyjnej tureckiej rodziny. Początkowo niechętny Cahit, ostatecznie zgadza się na propozycje dziewczyny. Wkrótce zakochuje się w swojej żonie, co prowadzi do zazdrości i nieodwracalnego w skutkach czynu.

## Obsada
- Birol Ünel jako Cahit Tomruk
- Sibel Kekilli jako Sibel
- Catrin Striebeck jako Maren
- Meltem Cumbul jako Selma
- Stefan Gebelhoff jako Nico

i inni

## Nagrody i nominacje
54. Międzynarodowy Festiwal Filmowy w Berlinie
- nagroda: Złoty Niedźwiedź − Fatih Akın
- nagroda: Nagroda FIPRESCI − Fatih Akın

50. ceremonia wręczenia nagród David di Donatello
- nominacja: najlepszy film europejski − Fatih Akın

17. ceremonia wręczenia Europejskich Nagród Filmowych
- nagroda: Najlepszy Europejski Film − Stefan Schubert i Ralph Schwingel
- nagroda: Nagroda Publiczności − Fatih Akın
- nominacja: Nagroda Publiczności - najlepszy aktor − Birol Ünel
- nominacja: Najlepszy Europejski Reżyser − Fatih Akın
- nominacja: Najlepszy Europejski Scenarzysta − Fatih Akın
- nominacja: Najlepszy Europejski Aktor − Birol Ünel
- nominacja: Najlepsza Europejska Aktorka − Sibel Kekilli

19. ceremonia wręczenia nagród Goya
- nagroda: najlepszy film europejski − Fatih Akın (Niemcy)

21. ceremonia wręczenia Independent Spirit Awards
- nominacja: najlepszy film zagraniczny − Fatih Akın (Niemcy, Turcja)

54. ceremonia wręczenia Niemieckich Nagród Filmowych
- nagroda: najlepszy film pełnometrażowy − Stefan Schubert i Ralph Schwingel
- nagroda: najlepsza reżyseria − Fatih Akın
- nagroda: najlepsza główna rola kobieca − Sibel Kekilli
- nagroda: najlepsza główna rola męska − Birol Ünel
- nagroda: najlepsze zdjęcia − Rainer Klausmann